# Molehill Green
Molehill Green – osada w Anglii, w hrabstwie Essex. Leży 22 km na północny zachód od miasta Chelmsford i 50 km na północny wschód od Londynu.